# Delphinium crassifolium
Delphinium crassifolium là một loài thực vật có hoa trong họ Mao lương. Loài này được Schrad. ex Spreng. mô tả khoa học đầu tiên năm 1818.